# 松岡錠司
松岡 錠司（まつおか じょうじ、1961年11月7日 - ）は、日本の映画監督。愛知県一宮市出身。

## 経歴
自主映画『三月』（1981年）、『田舎の法則』（1984年）がPFF（ぴあフィルムフェスティバル）に入選。
1990年に『バタアシ金魚』でデビューを果たし、報知映画賞新人賞ほか数々の新人監督賞を受賞。その後、シカゴ国際映画祭ゴールド・ヒューゴー賞を受賞した『きらきらひかる』('92)、第11回日本映画批評家大賞主演女優賞（夏川結衣）を受賞した『アカシアの道』('01)、『さよなら、クロ』('03)、『歓喜の歌』('08)などキャリアを重ねる。
『東京タワー オカンとボクと、時々、オトン』('07)で第31回日本アカデミー賞最優秀作品賞、最優秀監督賞を含め主要5部門受賞に輝く。
2009年、ドラマ「深夜食堂」でドラマの枠を超えた深い世界観を築きあげ、月間ギャラクシー賞を受賞。シリーズ化された「深夜食堂3」('14)は、ソウルドラマアウォード2015にて年間最高人気外国ドラマ賞を日本のドラマとして初受賞。満を持して公開された『映画　深夜食堂』は、日本のみならずアジアでも大ヒットを記録。2016年からはドラマ「深夜食堂」の新シリーズが映像配信サービス「Netflix」にて世界190カ国に同時配信されている。さらに劇場版『続・深夜食堂』は2017年、上海国際映画祭で大好評を博し、同年、中国全土で公開された。
その勢いは止まらず、Netflix「深夜食堂Tokyo Stories Season2」が2019年10月から全世界配信されている。
2020年、内館牧子原作ドラマ『すぐ死ぬんだから』（三田佳子主演）でNHK編成局長特賞を受賞。
続いて、2022年、同じく内館原作のドラマ『今度生まれたら』（松坂慶子主演）が放送され、シニア層の生活を独自の視点で描いた。最新作は、2024年のドラマ『老害の人』（伊東四朗主演）。

また、2020年から立命館大学映像学部 客員教授に就いている。

## 受賞
- 1990年 - 第15回報知映画賞  - 新人賞（『バタアシ金魚』）
- 1990年 - 第5回高崎映画祭 - 若手監督グランプリ（『バタアシ金魚』）
- 1991年 - 第12回ヨコハマ映画祭 - 新人監督賞（『バタアシ金魚』）
- 1991年 - 第45回毎日映画コンクール - スポニチグランプリ新人賞（『バタアシ金魚』）
- 1992年 - シカゴ国際映画祭 - ゴールド・ヒューゴ一賞(『きらきらひかる』)
- 2008年 - 第31回日本アカデミー賞 - 最優秀監督賞（『東京タワー 〜オカンとボクと、時々、オトン〜』）[1]
- 2009年 - 月間ギャラクシー賞（ドラマ『深夜食堂』）
- 2015年 - ソウルドラマアワード年間最高人気外国ドラマ賞（『深夜食堂3』）
- 2020年 - 第25回釜山国際映画祭 - アジアコンテンツアワード功労賞（『深夜食堂』シリーズ）
- 2020年 - NHK編成局長特賞（ドラマ『すぐ死ぬんだから』）
- 2021年 - NOD特賞（ドラマ『すぐ死ぬんだから』）

## フィルモグラフィー
特記なき作品は監督のみ。

### 長編映画
- バタアシ金魚（1990年）- 監督・脚本
- きらきらひかる（1992年）- 監督・脚本
- 119（1994年）- 出演
- トイレの花子さん（1995年）- 監督・脚本
- 私たちが好きだったこと（1997年）
- ベル・エポック（1998年）- 監督・脚本
- アカシアの道（2001年）- 監督・脚本
- 連弾（2001年）- 出演
- さよなら、クロ（2003年）- 監督・脚本
- 東京タワー 〜オカンとボクと、時々、オトン〜（2007年）
- 歓喜の歌（2008年）- 監督・脚本
- スノープリンス 禁じられた恋のメロディ（2009年）
- 深夜食堂（2015年）- 監督・脚本
- 続・深夜食堂（2016年）- 監督・脚本

### 短編映画
- 三月（1981年・8ミリ）- 監督・脚本
- 青尻娘（1983年・8ミリ） - 監督・脚本
- 田舎の法則（1984年・16ミリ）- 監督・脚本
- いとしの配偶者（1985年・16ミリ）- 監督・脚本
- 字／aza（1986年・8ミリ）- 監督・脚本

### テレビドラマ
- 3番テーブルの客 第17回（1997年、フジテレビ）
- おはん  朗読紀行・にっぽんの名作（2003年、NHK）
- 深夜食堂（2009年、毎日放送）
- 深夜食堂2（2011年、毎日放送）
- 深夜食堂3（2014年、毎日放送）
- すぐ死ぬんだから（2020年、NHK BSプレミアム）
- 今度生まれたら（2022年、NHK BSプレミアム）
- 老害の人（2024年、NHK BSプレミアム）

### ネット配信
- 深夜食堂 -Tokyo Stories-（2016年、Netflix）＝深夜食堂４（連番名）
- 深夜食堂 -Tokyo Stories Season2-（2019年、Netflix）＝深夜食堂５（連番名）

### CM
- 「日本生命」
- 「サントリー 缶コーヒーのBOSS」（ADC賞受賞）
- 「NTTドコモ」
- 「トヨタ自動車」
- 「JRA日本中央競馬会」
- 「JT日本たばこ産業」
- 「日清食品カップヌードル」
- 「ダイハツ」
- 「ファミリーマート」
- 「森永製菓ウイダーinゼリー」

### 書籍
- シネマでヒーロー 監督編（ちくま文庫、1996年）- ロングインタビューを収録